# 漢尼拔指令
漢尼拔指令（希伯來語：נוהל חניבעל），又稱漢尼拔程序（Hannibal Procedure），以色列國防軍的秘密指令，其目的在於避免以色列士兵在交戰中，被敵對勢力所捕獲。這個措施在1986年由一群以色列軍官擬定，其內容是，必須採取一切手段阻止綁架，即使是以打擊和傷害我們自己的軍隊為代價。它允許戰鬥指揮官可以執行任何必要的措施，去阻止士兵遭到誘捕或綁架，這其中也包括了可能危及被綁架士兵生命的行動，例如直接殺死士兵，以防止他被俘虜，變成敵方的籌碼。
因為當以色列士兵被俘虜，而且沒有其他軍事解決方案可以使用時，以色列可能被迫要跟敵方協商，交換俘虜。以色列曾有幾次前例，為了交換被俘士兵，釋放了數百個，甚至上千個被捕獲在以色列監獄的囚犯，這些囚犯都是有嫌疑的，或是已經被判刑的恐怖份子。它曾造就了數次著名的成功，例如恩德培行动，但也造成過不必要的人命損失，如Ma'alot massacre。
以色列官員堅稱該指令的名稱是電腦隨機產生的名稱；然而，據說名字其由來是迦太基將軍漢尼拔寧願服毒自殺，也不願被羅馬敵人俘虜。
根據幾名以色列官員的聲明，該指令的目的是防止敵軍俘虜以色列國防軍士兵，甚至冒著該士兵或數十名非以色列平民生命危險的情況。以色列發言人聲稱，以色列國防軍不得試圖殺死一名被俘士兵，而不是讓他被俘虜。以色列國防軍士兵和其他來源的許多證詞與這一說法相矛盾，並表明以色列國防軍實際上堅持「死去的士兵比被俘的士兵好」的原則。